# The Invincible Iron Man
The Invincible Iron Man (br;pt: O Invencível Homem de Ferro) é um filme de animação baseado no Homem de Ferro e lançado diretamente em DVD no ano de 2007.

## sinopse
Tony Stark está a restaurar um antigo templo, pertencente ao Mandarim, um poderoso déspota que fez de seu reinado um caos. Um grupo rebelde tenta de todas as maneiras parar o trabalho sequestrando Tonny e James Rhodes, seu melhor amigo. No cativeiro, Tonny se fere bastante mas com a ajuda de Li Mei e Rhodes, se recupera e cria uma máquina para sair dali (a armadura conhecida como Homem de Ferro). Mas o mal que Tonny reviveu é poderoso e para pará-lo, ele precisa ir atrás dos cinco elementos. E usá-los para conseguir vencer o Mandarim, uma criatura prisioneira há muitos anos. Com a ajuda de Rhodes e Pepper Potts, sua fiel secretária, Tony luta contra o mal como o Homem de Ferro. Mas o que Tony não conta é que Li Mei também participou da trama para acordar o Mandarim e revelar seu verdadeiro destino.

## Elenco
| Dubladores originais | Personagens                       |  |
| -------------------- | --------------------------------- |  |
| Marc Worden          | Tony Stark / Homem de Ferro       |  |
| Rodney Saulsberry    | James Rhodes / Máquina de Combate |  |
| Fred Tatasciore      | Mandarim                          |  |
| Gwendoline Yeo       | Li Mei                            |  |
| Elisa Gabrielli      | Pepper Potts                      |  |
| John McCook          | Howard Stark                      |  |
| James Sie            | Wong-Chu                          |  |
| Stephen Mendillo     | Boyer                             |  |
| John DeMita          | Agente Drake                      |  |